# 201497 Marcelroche
201497 Marcelroche è un asteroide della fascia principale. Scoperto nel 2003, presenta un'orbita caratterizzata da un semiasse maggiore pari a 2,5576078 UA e da un'eccentricità di 0,2860356, inclinata di 12,33149° rispetto all'eclittica.